# Preußen (Schiff, 1902)

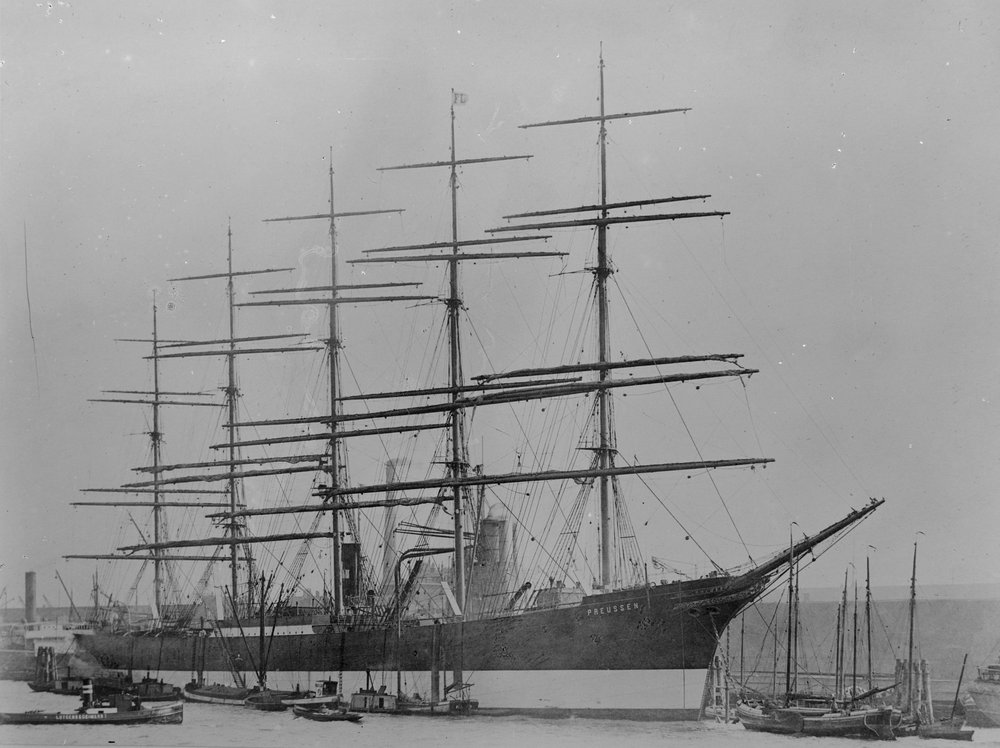
Die Preußen, im Hafen liegend

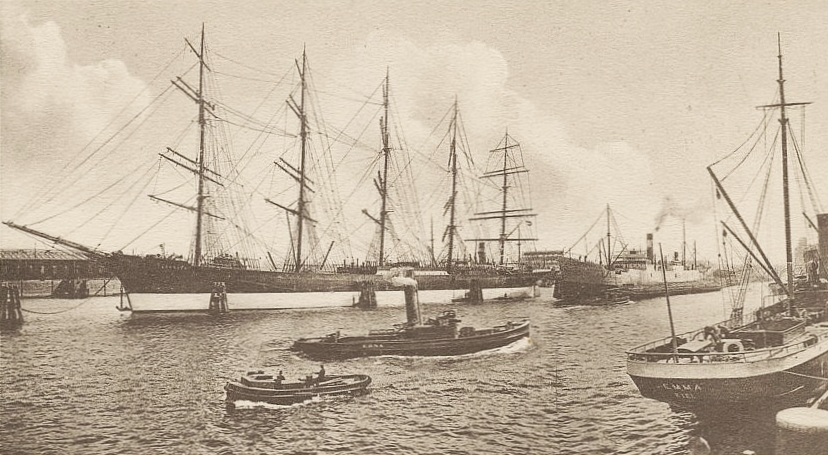
Die Preußen im Hamburger Hafen

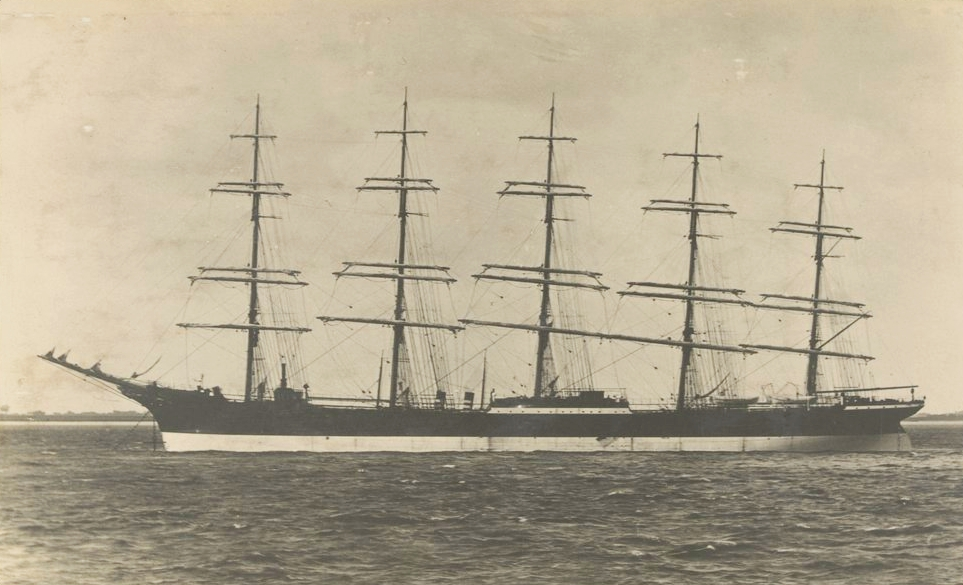
Die Preußen, vor Anker liegend

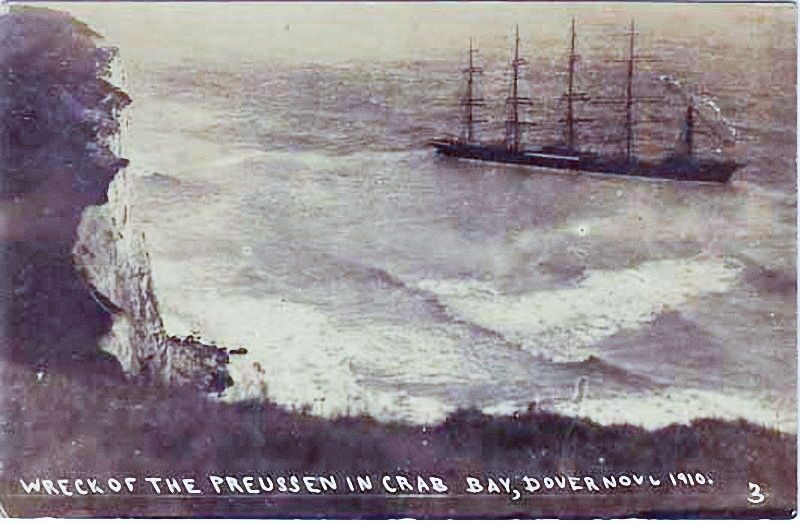
Gestrandete Preußen nach der Kollision im Ärmelkanal

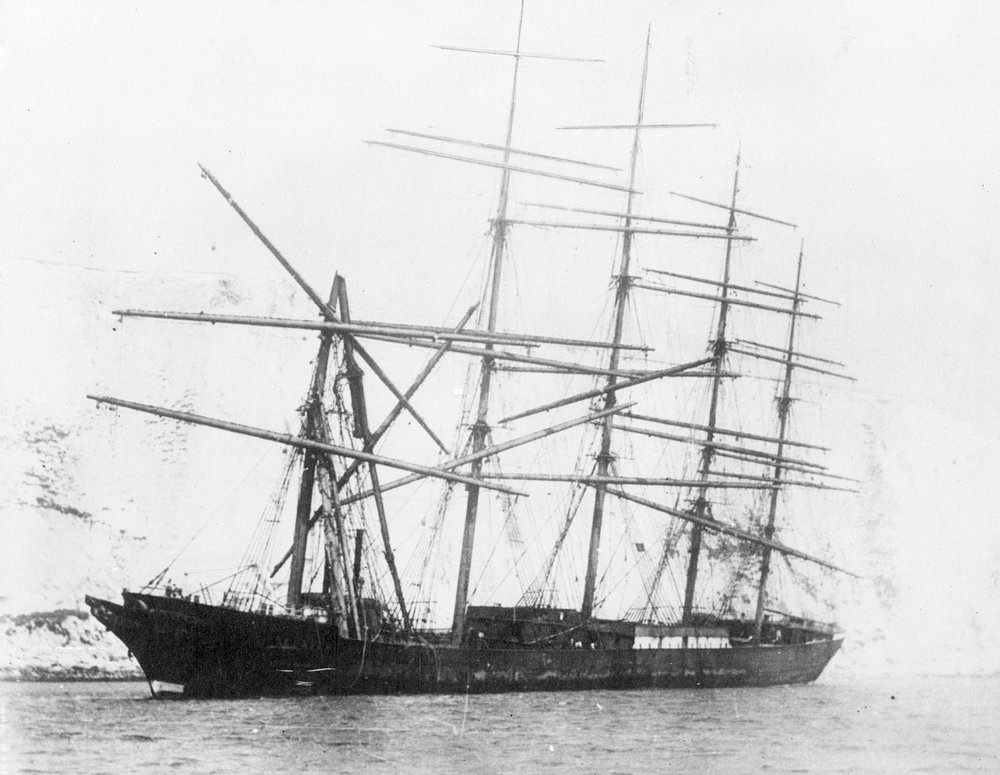
Die Preußen als Wrack

Die Preußen (1902–1910) war ein deutsches Fünfmast-Vollschiff der Reederei F. Laeisz (FL). Sie gilt als das bekannteste Schiff, das nach dem Königreich Preußen benannt wurde. Die Schreibweise des auf dem Schiffsrumpf aufgetragenen Namens war in Kapitalschrift mit „PREUSSEN“ ausgeführt, zudem wurde diese Schreibweise auch in den Schriften der Reederei F. Laeisz so verwendet.

## Beschreibung
Die Preußen wurde 1902 auf der Werft der Joh. C. Tecklenborg AG in Geestemünde (Bremerhaven) aus hochwertigem Siemens-Martin-Stahl gebaut. Es war zudem der größte und schnellste Flying P-Liner der Reederei Laeisz, schneller selbst als die Fünfmastbark Potosi, die sie im Südatlantik auf der Heimreise bei der einzigen verbrieften Begegnung von Rahfünfmastern auf hoher See 1906/07 überholte.
Die Rumpfkonstruktion entsprach dem Dreiinselschiffs-Typ, dem von F. Laeisz bevorzugten Schiffstyp bei allen Vier- und Fünfmastrahseglern. Alle Masten und Spieren mit Ausnahme der Besangaffel waren aus Stahlrohr gefertigt. Die Preußen fuhr als Fünfmastvollschiff ein modernes Standardrigg mit doppelten Mars- und Bramrahen und Royalsegeln, also 30 Rahsegeln in sechs Stockwerken an allen fünf Masten. Dazu hatte sie „Jarvis“-Brasswinden (benannt nach dem schottischen Kapitän John Charles Barron Jarvis (1857–1935)) an allen Masten, des Weiteren andere mechanische Hilfsmittel zur Unterstützung der Arbeit an Deck. Die Preußen war wegen ihrer ausgezeichneten Segeleigenschaften problemlos zu manövrieren, auch wenn bei Windstärke 8 und mehr wegen des Drucks auf die Ruderanlage zwei bis vier Mann das 2 m hohe Doppelruderrad halten mussten. Selbst bei Windstärke 9 konnte sie noch wenden. Bereits bei Windstärke 1 nahm die Preußen je nach Kurs zum Wind bis zu 4 Knoten Fahrt auf (Leicht- und Schwerwindläufer).

### Schiffsdaten
- Konstruktion: Stahlrumpf als Dreiinselschiff; Masten (Untermasten und Marsstengen ein Stück) mit Bramstenge, Spieren aus Stahl;
- Rigg: Standardrigg Fünfmastvollschiff: doppelten Mars- und Bramrahen, Royals in sechs Stockwerken an allen Masten; kleiner Besan am Kreuzmast an Gaffel (Holz)
- Anzahl der Decks: zwei durchgehende Stahldecks, partielles Deck (Stahl/Holz) als Brückendeck, dazu Poop und Back; oberstes Deck mit Teakholz
- Mastfolge: Fock-, Groß-, Mittel-, Achter- (Haupt-) und Kreuzmast (Standardbenennung); Fock-, Groß-, Mittel-, Laeisz- und Kreuzmast (bei F. Laeisz)
- Jungfernfahrt: 31. Juli 1902 nach Iquique, Chile (Indienststellung)
- Konstrukteur: Georg Wilhelm Claussen
- Unterscheidungssignal: RMPT
- Galionsfigur: keine; stattdessen: Krulle (Volute)
- Masthöhe: 68 m (Kiel-Flaggenknopf), 58 m (Deck-Flaggenknopf)
- Länge Großrah: 32 m (!); Royalrah: 16 m
- Hilfsantrieb: keiner; Hilfsmaschinen: Dampfwinden zum Heißen von Rahen, Segeln und Ladung;
- Klassifikation: Lloyd’s / Bureau Véritas +100A
- Erster Kapitän: Boye Richard Petersen[5] (1902–1909, 11 Rundreisen, 1 Weltreise)
- weiterer Kapitän: Hinrich Nissen (1909–1910; 2 Rundreisen + letzte Fahrt)
- Bestes Etmal: 395 sm (12. März 1910, Ärmelkanal, mit Ballast)
- Besonderheiten: Passagierdoppelkabine, Vierbett-Hospital, „Jarvis“-Brasswinden

## Reisen
Zu ihrer Zeit hielten britische Seeleute sie für den schnellsten Segler: Hierfür sprachen die nie von einem anderen Segler eingestellte Rekordreise nach Iquique in 57 Tagen 1903. Als höchste Etmale erreichte das Schiff 392 sm (voll beladen) und 426 sm. Dies ermöglichte zwei komplette Rundreisen nach Chile im Jahr. Am 12. März 1910 segelte sie im Ärmelkanal auf der 12-bis-16-Uhr-Wache die Distanz von 135 Kilometern, das entspricht 18,25 kn (33,8 km/h) und bedeutet, dass sie zeitweise über 20 Knoten gelaufen sein musste. Auf ihrer Weltreise im Jahre 1908, mit Petroleum von New York nach Japan, nahm Kapitän Petersen Kurs auf das Kap der Guten Hoffnung. Östlich davon nahm sie die Route durch die 40er und 50er Breitengrade mit zuverlässigen Westwinden. Vom 11. Juli bis 6. August 1908 legte sie in 27 Tagen 6.944 Seemeilen (12.860 km) zurück (Durchschnittsgeschwindigkeit 10,72 kn = 19,7 km/h). Dank seiner effizienten Konstruktion verdiente das Schiff trotz der überwiegenden Ballastfahrten nach Chile Geld; FL war auch Eigner der transportierten Salpeterladungen.
Die für ihre schnelle Fahrten berühmte englische Cutty Sark transportierte circa 1.700 Tonnen mit 35 Mann, die Preußen dagegen 7.874 Tonnen (à 1,016 t = 8.000 t) mit 45 bis 49 Mann. Die seltene Auslastung der Schiffskapazität bei der Ausreise lag vor allem am mangelnden Ladungsaufkommen für Segler nach Chile wegen der Dampfer-Konkurrenz. Auch kleinere Segler erhielten damals wegen des Niedergangs der Segelschifffahrt oft keine Ladung.
Robert Hilgendorf, erster Kapitän der Potosi, des bis dahin größten Seglers der Laeisz-Reederei, schlug das Angebot aus, die Schiffsführung zu übernehmen. Unter den Kapitänen Boye Richard Petersen (JF 1902–1909) und Hinrich Nissen (1909–1910) machte die Preußen dann insgesamt dreizehn Reisen, zwölf nach Chile und 1908/09 eine über New York nach Yokohama, Chile und zurück nach Europa:
- 10. März – 13. April 1908    Hamburg–New York
- 27. Mai – 16. September   New York–Yokohama; mit Kistenöl in Charter für Standard Oil Co. durch Funch, Edye & Co.
- 16. Oktober – 30. Dezember   Yokohama–Taltal
- 20. Januar – 5. April 1909   Tocopilla–Hamburg; mit Salpeter-Ladung

Die Preußen kollidierte am 6. November 1910 im Ärmelkanal mit dem britischen Dampfer Brighton, der vorschriftswidrig vor dem Bug des Seglers kreuzte. Bei dem Zusammenstoß verlor die Preußen den Klüverbaum und war danach nicht mehr manövrierfähig. Ein erster Versuch, sie mit einem Schlepper in Richtung Westen zu ziehen, scheiterte, als der Wind plötzlich auf Westrichtung drehte. Nun versuchte man zu ankern, aber beide Ankertrossen rissen. Als man das Schiff schließlich mit drei Schleppern in den Hafen von Dover bringen wollte, brachen kurz vor der rettenden Hafeneinfahrt die Trossen wegen aufkommenden Sturms, und während die Besatzung einen neuen Versuch unternahm, das Schiff selbständig vor dem Wind freizusegeln, stieß es gegen einen Unterwasserfelsen. Die Preußen wurde gegen die Küste herumgeschwungen und strandete unterhalb der Kreideklippen. Es gelang nicht einmal mit zwölf Schleppern, das Vollschiff zu befreien. Die wertvolle Ladung, unter anderem Klaviere, wurde später geborgen. Noch im Juni 1911 hoffte man, das Schiff retten zu können. Das Wrack verfiel mit der Zeit.
Das Seeamt Hamburg untersuchte das Unglück und sprach Kapitän Hemings von der Brighton die alleinige Schuld zu. Hemings erschoss sich später in einer Londoner Bar.
F. Laeisz verlor im Kanal durch Dampferkollisionen 1913 auch die Pangani (30 Tote) und die Pitlochry. Umgekehrt sanken durch Havarien mit den Laeisz-Seglern Pisagua 1912 und Passat 1928 die jeweiligen Dampfer. In allen Fällen kreuzten die Dampfer vorschriftswidrig vor dem Segler oder wichen falsch aus.
Koordinaten: 51° 8′ 0″ N, 1° 22′ 10,7″ O

## Nachwirkung
Im Jahre 1977 gab die Deutsche Bundespost eine Sondermarke heraus, auf der die Preußen abgebildet war. Auch mehrere andere Länder brachten die Preußen als Motiv auf ihren Briefmarken: Sierra Leone, die Falklandinseln, Grenada, Paraguay, Nicaragua und die Cook-Inseln.
Die Royal Clipper, ein fünfmastiges Vier-Sterne-Luxus-Kreuzfahrtschiff und zurzeit das zweitgrößte Rahsegelschiff der Welt, wurde 2000 nach dem Vorbild der Preußen gebaut.

## Vergleich mit anderen ähnlich großen Segelschiffen
Die Preußen war bis zur Inbetriebnahme des Luxuskreuzfahrtschiffes Royal Clipper im Jahr 2000 das einzige je gebaute Fünfmastvollschiff und erreichte mit 47 Segeln (30 Rah- und 17 Schratsegeln) auch das Maximum in der Anzahl der Segel. Sie zählt zu den größten Segelschiffen der Schifffahrtsgeschichte überhaupt. Größer waren nach der Tonnage lediglich die französische Fünfmastbark France, welche anfänglich mit zwei Dieselmotoren ausgerüstet war, die R. C. Rickmers, eine deutsche Auxiliar-Fünfmastbark der Reederei Rickmers und der stählerne US-amerikanische Siebenmastgaffelschoner Thomas W. Lawson, der größte Schoner und das größte Segelschiff der Welt, das nie einen Hilfsantrieb besaß. Die Preußen war aber das größte Rah-Segelschiff der Welt, das nie mit einem Hilfsantrieb ausgerüstet wurde. Des Weiteren war die Preußen das längste (Lüa) reine Segelschiff und das Segelschiff mit der größten Segelfläche, das jemals gebaut wurde.

## Literatur

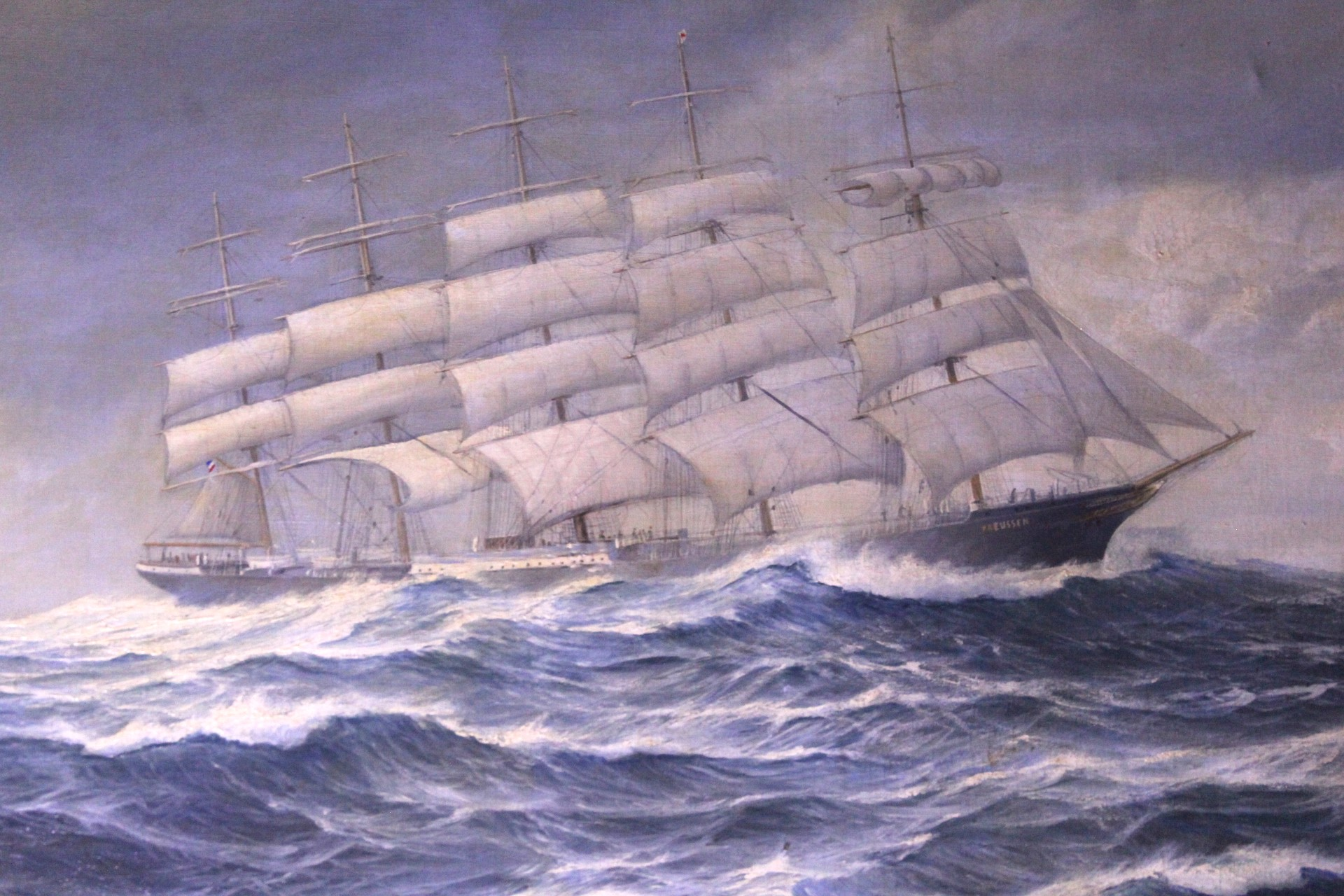
„Preussen“, Ölbild von Johannes Holst (1909)